# غوستافو لومباردي
غوستافو لومباردي (بالإسبانية: Gustavo Lombardi)‏ (10 سبتمبر 1975 بروساريو في الأرجنتين - ) هو لاعب كرة قدم أرجنتيني في مركز الدفاع. شارك مع منتخب الأرجنتين تحت 17 سنة لكرة القدم ومنتخب الأرجنتين تحت 20 سنة لكرة القدم ومنتخب الأرجنتين لكرة القدم. أما مع النوادي، فقد لعب مع ديبورتيفو ألافيس وريفر بليت ونادي سالامانكا ونادي ميدلزبره.

## مسيرته الكروية
لعب غوستافو لومباردي خلال مسيرته الاحترافية مع 4 أندية في اثنا عشر موسمًا ولم يسجل خلالها أي هدف ضمن 108 مباراة. ولم يفز بأي موسم بالكأس وفاز في ستة مواسم بالدوري.
خاض غوستافو لومباردي مسيرته مع نادي ريفر بليت في موسم 1993–94 في المرة الأولى ليلعب معه خمسة مواسم ثم في موسم 1998–99 ليلعب معه أربعة مواسم، مشاركًا طوالها في 94 مباراة ولم يسجل أي هدف. ثم انتقل إلى نادي سالامانكا في موسم 1997–98 لمدة موسم واحد، حيث شارك في 8 مباريات ولم يسجل أي هدف أيضًا. لينتقل بعدها إلى نادي ديبورتيفو ألافيس في موسم 2001–02 لمدة موسم واحد، مشاركًا في 6 مباريات ولم يسجل أي هدف أيضًا.

## وصلات خارجية
- غوستافو لومباردي على موقع الاتحاد الدولي (مؤرشف)  (الإنجليزية)
- غوستافو لومباردي على موقع قاعدة بيانات كرة القدم.إي يو (الإنجليزية)
- غوستافو لومباردي على موقع ناشيونال فوتبول تيمز (الإنجليزية)
- غوستافو لومباردي على موقع Soccerbase.com (لاعب) (الإنجليزية)